# Клезио, Бернардо
Берна́рдо Кле́зио (итал. Bernardo Clesio или Bernardo Clèsio или Bernardo di Cles, нем. Bernhard von Cles; 11 марта 1485, замок Клес, долина Нон — 30 июля 1539, Бриксен) — крупнейший североитальянский религиозный и политический деятель начала XVI века, князь-епископ Тренто (1514—1539) и Брессаноне (Бриксена) (1539), кардинал (с 1530), первый местный уроженец в качестве епископа Тренто после череды немецких епископов.

## Биография
Изучал риторику в Вероне (1497—1504), затем каноническое и гражданское право в Болонском университете (1504—1511), по окончании которого получил докторскую степень. После окончания университета занял должность князя-епископа Тренто (1514), прервав тем самым более чем вековую череду немецких епископов. В 1519 году после смерти императора Священной Римской империи Максимилиана I был участником временного правительства вплоть до назначения Карла V следующим императором. В 1525 году жестоко подавил крестьянское восстание. В 1526 году Фердинанд I назначил его председателем Тайного совета, а в 1528 году — верховным канцлером. Иоганн Куспиниан называл Клезио правой рукой Фердинанда из-за его серьёзного влияния на политику Австрии, в том числе на её борьбу с лютеранством.
В 1530 году находился в Риме в качестве представителя Фердинанда на коронации Карла V. При этом 9 марта получил титул кардинала, став таким образом первым князем-епископом Тренто, добившимся этого титула. Не принимал участия в выборах папы Павла III в 1534 году. В 1537—1538 годах предпринял поездку по своему диоцезу, о котором оставил записи, сохранившиеся до наших дней. В 1539 году одновременно с занимаемой должностью князя-епископа Тренто стал также князем-епископом Брессаноне (Бриксена), куда прибыл с первой поездкой 21 мая 1539 года. Однако скоропостижно умер 28 июля того же года.

## Деятельность
Был одним из главных руководителей подготовки к созыву Тридентского собора, состоявшегося в Тренто уже после смерти Клезио (1545—1563). Считается одним из идеологов Контрреформации, политическим идеалом которого была католическая Европа, объединённая под единым руководством Габсбургов.
Известен также за проведение серьёзных строительных работ в городе и епископстве: перестройку церкви Девы Марии и замка Буонконсильо в Тренто, приходских церквей в Чивеццано и Клесе, замков Кавалезе, Тоблино, Перджине, Стенико и Клесе, расширение и украшение городских улиц в Тренто, увеличение библиотеки и архивов. Клезио привлекал к работе некоторых из наиболее известных художников своего времени, таких как Доссо Досси, Баттиста Досси, Джироламо Романино, Марчелло Фоголино, Виченцо Гранди, Алессио Лонги, Дзаккария Дзакки и других. Считается самым выдающимся из епископов Тренто.